# Anna Kamenkova
Anna Kamenkova (n. Moscú 27 de abril de 1953) es una actriz rusa.

## Biografía
Anna Pavlova-Semyonovna Kamenkova es la hija de Olga Pavlova y Kamenkovoyi-Gurevich Semen Abramovich. Su madre murió cuando ella tenía 9 años de edad. Primeramente empezó a actuar en películas, debutando a los 6 años en la película  con el título Una niña busca a su padre. Esta actuación le dio el reconocimiento de los resultadosde  mejores de los niños en la  Festival Internacional de Cine de Mar del Plata en 1960. También trabajó en la radio, teatro, series de televisión, películas y actriz de voz en la lengua rusa.

## Vida personal
En 1980, se casó con su colega de teatro Anatoly Spivak. Su hijo, Sergei (nacido en 1987) es especialista de los derechos  autorales.

## Filmografía
- Una niña busca a su padre (1959) (original en ruso: Otsa Ishchet Devochka) (en alemán: Ein Mädchen sucht vater scinen); (en inglés: Mujer busca padre) (en español: Una niña busca a su padre); producción de la Unión Soviética.
- El concierto (2009) (original: Le concert); coproducción de Francia, Italia, Rumania, Bélgica y Rusia.